# Obadé
Obadé est une commune rurale située dans le département de Manni de la province de la Gnagna dans la région de l'Est au Burkina Faso.

## Géographie
Obadé est situé à 14 km à l'Ouest de Manni, chef-lieu du département, et à 6 km de la route nationale 18 sur la route menant à la province de la Namentenga à laquelle le village est attenant. La commune est en bordure de la retenue d'eau créée par le barrage en remblai réalisé entre Tambidi et Lipaka en amont sur la rivière Gouaya.

## Santé et éducation
Le centre de soins le plus proche de Obadé est le centre de santé et de promotion sociale (CSPS) de Dakiri.